# Kopal-Kaserne
Die Kopal-Kaserne war eine zuletzt vom österreichischen Bundesheer benutzte und nach Karl von Kopal benannte Kaserne. Sie wurde im Jahr 2006 geschlossen. Die Anlage befand sich auf einem über 29 Hektar großen Areal im St. Pöltner Stadtteil Spratzern an der Mariazeller Straße in Nähe der West Autobahn.

## Geschichte
Das Gelände der späteren Kaserne Spratzern ist 1888 als Exerzier- und Übungsplatz für die Truppen der Garnison St. Pölten angekauft worden. Nach dem Anschluss Österreichs an Hitler-Deutschland war 1938 die Aufnahmekapazität der Stadtkasernen nicht ausreichend, um die vorgesehenen Truppenteile der deutschen Wehrmacht unterzubringen, weshalb innerhalb weniger Monate ein Barackenlager errichtet wurde. Es war für die Aufnahme von zwei Bataillonen ausgelegt. Da der Übungsplatz nun verbaut war, wurde der nur wenige Kilometer entfernte Garnisonsübungsplatz Völtendorf geschaffen.
Vor Beginn des Zweiten Weltkriegs diente das Barackenlager dem Kavallerie-Schützen-Regiment 10 und der Panzerabteilung 33 der 4. Leichten Division als Unterkunft, während des Krieges befanden sich mit der Panzerersatz- und Ausbildungsabteilung 33 und den Kraftfahrerersatz- und Ausbildungsabteilungen 17 und 45 mehrere Ausbildungstruppenteile am Standort.

### Nach dem Zweiten Weltkrieg
Fast unbeschadet übernahm die sowjetische Besatzungsmacht 1945 das Lager und stationierte dort bis zum Abzug im Jahr 1955 infolge des Staatsvertrages ein Panzerregiment.
Nach dem Ungarischen Volksaufstand im Jahr 1956 diente es als Durchgangslager für ungarische Flüchtlinge.

### Bundesheer
1957 stand das Lager leer und war in einem schlechten Erhaltungszustand. Trotzdem wurde die Brigade-Artillerie-Abteilung 2 des Bundesheeres im September des Jahres hierher verlegt und blieb bis zu ihrer Rückverlegung im März 1962 in Spratzern stationiert. Ende 1959 begann man erste gemauerte Unterkünfte zu bauen, bis 1962 waren drei Mannschaftsgebäude fertiggestellt.
Schon 1960 begann die Umrüstung des hier stationierten Infanteriebataillons 10 zum Panzerbataillon 10, was eine wesentliche Erweiterung des Lagers notwendig machte. Die Panzerhallen wurden saniert und innen feuerhemmend mit einer Ziegelmauer ausgekleidet, eine Tankstelle und eine Panzerwerkstätte wurden eingerichtet. Nach einigen weiteren Erweiterungen war der Umbau Mitte 1965 abgeschlossen. Spratzern wurde mit der Werkstattkompanie 3 die zentrale Instandhaltungseinrichtung aller gepanzerten Fahrzeuge der 3. Panzergrenadierbrigade.
1971 wurde im Westteil der Kaserne ein Sportplatz errichtet. Er umfasste ein Fußballfeld, eine 333,3- und eine 100-Meter Laufbahn, Hoch- und Weitsprunganlagen sowie Tennisplätze. Ein von der Wehrmacht angelegter Löschwasserteich wurde zum Freibad umfunktioniert. 1978 wurde ein Simulatorhaus errichtet, welches drei Schießsimulatoren für Panzer beherbergte. 1987 gestaltete der Künstler Gottfried Helnwein die Performance „Gott der Untermenschen“ in der Kopal-Kaserne.
Im Zuge der 2005 beschlossenen „Heeresreform 2010“ wurde das Panzerbataillon 10 und mit ihm die Kopalkaserne aufgelassen. Am 12. Juni 2006 verließ der letzte Panzer die Kaserne. Diese wurden auf die  Panzerbataillone 33 und 14 sowie die Panzertruppenschule in Zwölfaxing aufgeteilt.

### Verkauf
Der Verkauf der Kaserne wurde Anfang 2007 ausgeschrieben. Der Mindestpreis wurde auf 17,8 Millionen Euro festgesetzt.
Obwohl bis Anfang 2010 kein Käufer gefunden wurde, sollte der Preis laut Immobilienverwertungs-Gesellschaft SIVBEG auf dem Mindestverkaufspreis bleiben und nicht reduziert werden. Im Jahr 2011 wurde er doch reduziert und im August 2011 um rund 12,9 Mio. Euro an den Architekten Julius Eberhardt verkauft, der aber im März 2012 starb. Im Juni 2012 wurde das 33 Hektar große Gelände an die Stiftung rund um die XXXLutz-Gruppe verkauft.

### Weitere Nutzung
Während das Bundesheer die Kaserne nicht mehr nutzte und auch noch kein neuer Käufer gefunden wurde, fand das Gelände als Parkfläche für das Musikfestival Frequency, teils aber auch als Festivalgelände Verwendung. Im Dezember 2013 diente ein Teil des Areals unter dem Namen Die Kaserne als „Pop-Up-Club“, also kurzzeitiger Club-Ort. Aktuell werden Areal und Gebäude der Kaserne als Gewerbepark für Lagerhallen und Lagerflächen genutzt.